# Carlina biebersteinii

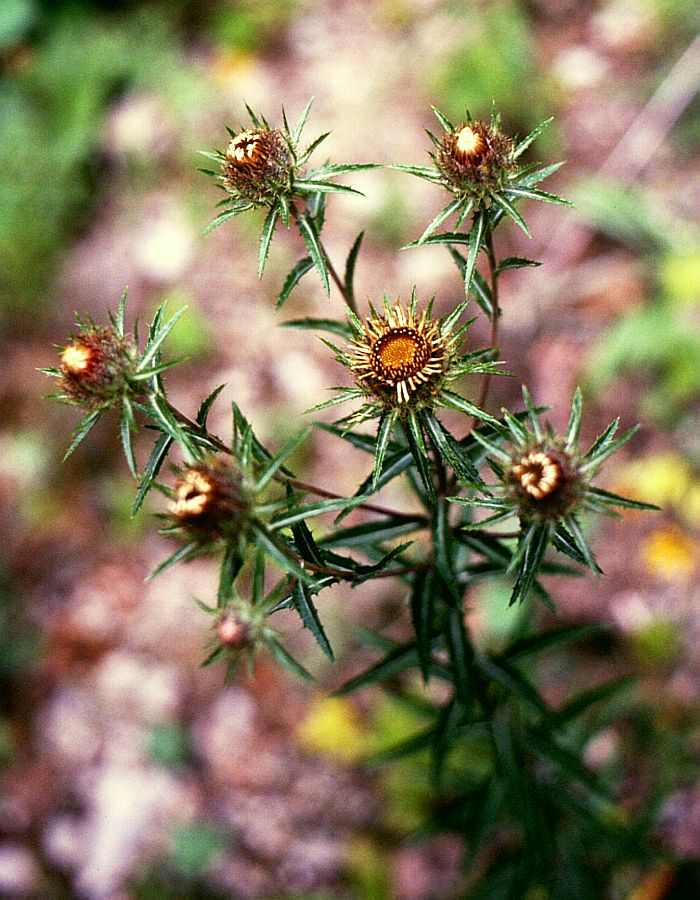
Carlina biebersteinii.

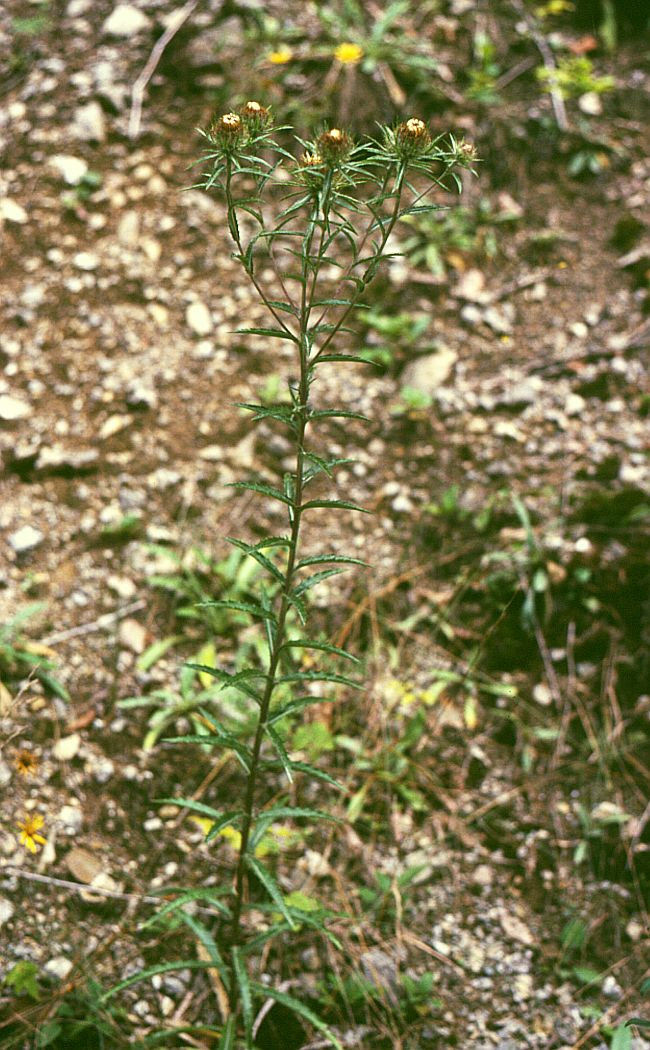
En su hábitat

Carlina biebersteinii es una especie herbácea que, como todas las de la familia Asteraceae, se asemejan al cardo. Es la única del género Carlina que se encuentra fuera de Europa, ya que es natural de China.

## Descripción
Es una planta herbácea que alcanza un tamaño de 20-120 cm de altura, en dos años, con tallo solitario, ramificado distalmente. Las hojas  basales son pecioladas, las caulinares sésiles, enteras, de color verde, del mismo color o el envés más pálido, lanceoladas a linear-lanceoladas, de 4-15 por 0,5-2 cm, con el margen papiráceo, el envés glabro y con grupos de espinas alternando con espinas más gruesas.
Los Capítulos se organizan en uno a varios corimbos. El involucro es hemisférico obconico, de 3,5-4,5 cm de diámetro con brácteas muy numerosas, las exteriores similares a las hojas, verdes, las medianas gradualmente más pequeñas hacia arriba, de color marrón o púrpura oscuro, progresivamente reducidas a espinas bipinnadas. En fin, las brácteas involucrales más internas vienen en 2 series: las más exteriores poco numerosas y con los márgenes ciliados de espinillas pinadas negruzcas, las más internas lineales, higroscópicas (retractadas con la sequedad y extendidas/patentes con la humedad); son amarillentas con la base algo purpurácea, de margen entero, y con el ápice acuminado. El receptáculo es escamoso  -con páleas lineales y cerdas basalmente concrescentes-  con numerosos flósculos hermafroditos de corola púrpura, de 7-9 mm, con 5 dientes de ápice redondeado.  El fruto es un aquenio de 2-4 mm de largo, oblongo-cilíndrico, con costillas, de ápice truncado, densamente cubierto de pelos erecto-adpresos y con vilano de cerdas plumosas connadas de diferentes longitudes en grupos de 2-4, todos unidas basalmente en un anillo. Florece y fructifica en junio-septiembre. Tiene un número de cromosomas de 2n = 20.

## Distribución y hábitat
Se encuentra en los prados secos, matorrales, terrazas fluviales; a una altitud de 1000 metros, en Xinjiang (Burqin), en China, y en Kazajistán, Rusia y Europa central y oriental.

## Taxonomía
Carlina biebersteinii fue descrita por Johann Jakob Bernhardi y publicado por Jens Wilken Hornemann  en Supplementum Horti botanici hafniensis, 94 en 1819.
Etimología
Carlina: nombre genérico que cuenta la leyenda que le enseñaron los «ángeles» a Carlomagno como debía emplearla (refiriéndose a Carlina acaulis) contra la peste, y que así libró a sus huestes  de ella; y la planta se nombró así en su honor. Más tarde, la leyenda cambió a Carlomagno por Carlos I de España. Está última «interpretación» sería la que sirvió de base a Linneo para nombrar al género.
biebersteinii: epíteto otorgado en honor del botánico y explorador alemán Friedrich August Freiherr von Marschall Bieberstein (1768 - 1826) 
Sinonimia
- Carlina longifolia Rchb., 1830 non Viv., 1824
- Carlina longifolia var. pontica Boiss.
- Carlina vulgaris var. longifolia Korsh.
- Carlinas vulgaris L. var. longifolia Grab.
- Carlina vulgaris var. microcephala Ledeb.[5]
- Carlina macrocephala Formánek non Moris nom. illeg.
- Carlina nebrodensis K.Koch ex Nyman
- Carlina stricta (Rouy) Fritsch
- Carlina vulgaris var. leptophylla Griess.
- Carlina vulgaris subsp. longifolia Nyman
- Carlina vulgaris subsp. stricta (Rouy) Domin[6]

Subespecies
- Carlina biebersteinii subsp. biebersteinii - En Italia se encuentra en el noreste de Italia, en los Alpes se encuentra en Francia (departamentos de Saboya y Alta Saboya), en Suiza (cantones de Valais , Tesino y Grisones ), en Austria  provincias de Vorarlberg , Tirol oriental y septentrional , Salzburgo , Carintia , Estiria  y Eslovenia; en los relieves de los países de Europa se encuentra en el Vosgos, Macizo Central, los Alpes Dináricos, los Balcanes y los Cárpatos.
- Carlina biebersteinii subsp. intermedia (Schur) Meusel & Kästner = Carlina biebersteinii subsp. brevibracteata (Andrae) Meusel & Kästner
- Carlina biebersteinii subsp. brevibracteata (Andrae) K.Werner (subespecie discutida) = Carlina brevibracteata (Andrae) Simonk., Carlina intermedia Schur - Italia, Austria y Cárpatos.
- Carlina biebersteinii subsp. sudetica -  República Checa.
- Carlina biebersteinii var. fennica Meusel & Kästner = Carlina fennica (Meusel & Kästner) Tzvelev - Finlandia, Suecia, Germania y Báltico.[7][8]